# Walter Russell Shaw
Pour les articles homonymes, voir Shaw et Walter Shaw (homonymie).
Walter Russell Shaw (né le 20 décembre 1887, décédé le 29 mai 1981) était un homme politique canadien qui fut premier ministre de la province de l'Île-du-Prince-Édouard de 1959 à 1966.